# Šestodnevni rat
Šestodnevni rat (hebrejski: מלחמת ששת הימים, arapski: حرب الأيام الستة), naziv za oružani sukob između države Izrael s jedne strane i Egipta, Jordana, Sirije i Iraka s druge strane.
Inicirao ga je sam Izrael, a poznat je i kao Lipanjski rat, jer je vođen od 5. do 10. lipnja 1967. godine. Izrael je u ratu pobijedio te okupirao teritorij površine od preko 67.000 km2: Gazu (363 km2), Zapadnu obalu (5.878 km2), Golansku visoravan (1.181 km2) te poluotok Sinaj (oko 60.000 km2). Izraelska vojska Sinaj je napustila 1982., Gazu 2005., dok su Zapadna obala i Golanska visoravan još pod njenom jurisdikcijom.

## Povod
Sredinom svibnja 1967. Egipat je počeo koncentrirati svoje vojne snage na Sinajskom poluotoku usprkos činjenici da su njegove vojne snage bile bitno ograničene sudjelovanjem u građanskom ratu u Jemenu u kojem je sudjelovalo oko 50.000 egipatskih vojnika. Na egipatski su zahtjev 18. svibnja sa Sinaja povučene snage UN-a, a potkraj istog mjeseca Egipat je zabranio prolaz izraelskim brodovima kroz Tiranski tjesnac i tako blokirao južnu izraelsku luku Eilat u Akabskom zaljevu.
Nakon što su 30. svibnja 1967. jordanski kralj Husein i egipatski predsjednik Naser potpisali sporazum kojim su dvije vojske stavljene pod zajedničku komandu, procjene izraelske obaveštajne službe govorile su da je napad arapskih zemalja na Izrael siguran. Najveći strah izraelsko je zapovjedništvo imalo od mogućeg istodobnog rata na tri bojišta, koji je mogao biti izbjegnut samo preventivnim izraelskim napadom. Na temelju takvih prosudbi izraelsko je vodstvo na čelu s premijerom Levijem Eshkolom donijelo odluku o brzoj mobilizaciji i grupiranju izraelskih snaga za napad.
Poučen prijašnjim ratnim iskustvima, Izrael je na svoje granice počeo graditi niz utvrda. Nakon niza graničnih sukoba sa susjedima, Izrael je preventivno napao Egipat, a kasnije je napad proširen i na Siriju i Jordan. Egipat je bio inicijator napada na teritorij Izraela 1948. odmah nakon proglašenja nezavisnosti. Na kraju tog rata, čije se posljedice i danas osjećaju, Izraelci su kontrolirali pojas Gaze, poluotok Sinaj, Golansku visoravan i Zapadnu obalu. Na strani Izraela zapovijedaju: Yitzhak Rabin, Moshe Dayan, Uzi Narkiss, Israel Tal, Ariel Sharon.
U akciju je uključeno 50.000 vojnika. Taj broj se popeo do 264.000 kada se pribroje mobilizirani rezervisti. Zrakom je letjelo 197 aviona.
Arape predvodi Egipat s 150.000 vojnika, pa Sirija sa 75.000, a Jordan je imao 55.000 vojnika. Arapi su imali i 812 aviona u zraku. Arapski zapovjednici su: Abdel Amer, Abdul Riad, Sharif Zaid Ibn Shaker i Hafez al-Assad. Nitko od njih više nije živ.

## Tijek rata
Dana 5. lipnja 1967. u 8 sati i 45 minuta počeli su iznenadni udari izraelskog ratnog zrakoplovstva na deset egipatskih aerodroma te na sirijske i jordanske, pa čak i na jedan irački vojni aerodrom. Tako su samo tokom prvog dana rata bombardirana 23 aerodroma u kojima je uništeno gotovo sve egipatsko, sirijsko i jordansko borbeno zrakoplovstvo. Time je već u početku akcije ostvarena apsolutna izraelska zračna nadmoć, koja će omogućiti zrakoplovstvu da se idućih dana koncentrira na podršku kopnenoj vojsci.
Na jordanskom bojištu neprijateljstva počinju jordanskim granatiranjem izraelskih položaja i zračnim napadima, a jordanski avioni bombardirali su Tel Aviv. Prvog dana rata oko podneva izraelske su snage prešle na sjeveru u napad u smjeru grada Jenina, kojeg sljedeći dan zauzimaju. Na dijelu bojišta prema Egiptu izraelske snage su prvog dana rata probile egipatske obrambene linije i zauzele područje Pojasa Gaze. Izraelske oklopne postrojbe prodrle su uzduž obale Sredozemnog mora prema Sueskom kanalu te unatoč egipatskom otporu potkraj dana stigle na 30 km od kanala. Nakon više neuspelih protunapada, trećeg dana rata egipatske se snage povlače sa Sinajskog poluotoka prema kanalu, dok ih Izraelci napadaju iz zraka i sa zemlje. Egipatska javnost nije bila obaviještena o stanju na bojištu, već je pogrešno vjerovala da se događaji odvijaju u egipatsku korist.
U noći 6. lipnja Izraelci su izbili na područje Sueskog kanala kod grada Al-Kuantarahe, a druga izraelska skupina zauzela je klanac Mitla na središnjem dijelu Sinaja. Na krajnjem jugu Sinajskog poluotoka Izraelci su zračnim napadom zauzeli grad Šarm el-Šeik, čime je otvoren ulaz u Akabski zaljev. Na istočnom ratištu, Izraelci su potisnuli jordansku vojsku i zauzeli stari dio grada Jeruzalema, a istog dana zauzeli su i Nablus i Arihu te izašli na zapadnu obalu rijeke Jordan, čime završavaju borbe na jordanskom dijelu fronte.
Četvrtog dana rata na sinajskom bojištu izraelske snage odbile su nekoliko slabih egipatskih protunapada te su pred večer istoga dana osvojile obalu Sueskog kanala u cijeloj dužini. Posredovanjem UN-a kasno u noć istoga dana prekinute su borbe na sinajskom bojištu.
Sirijsko bojište je prva tri dana rata mirovalo, što je u potpunosti odgovaralo Izraelu koji je tako oštricu svog napada mogao usmjeriti na Sinaj. Ono postaje aktivno tek nakon što je Izrael stabilizrao situaciju na druga dva bojišta, tako 8. lipnja Izraelci prelaze u masovni napad na sirijske položaje te su istu noć iz tri smjera probili sirijske položaje a sljedećeg dana zauzeli su najveću sirijsku utvrdu Tel Tafar i otvorili put prema daljnjem prodoru ka središnjim dijelovima Sirije. Idući dan je izraelska vojska zavladala cijelom Golanskom visoravni. Posredovanjem UN-a 10. lipnja 1967. u 18 sati i 30 minuta prekinute su borbene akcije na sirijskom bojištu te je tako nakon 132 sata i 30 minuta borbe rat završen.

## Posljedice
U Šestodnevnom ratu arapske su zemlje imale oko 30 tisuća poginulih ili nestalih vojnika. Izgubljeno je oko 70 posto naoružanja i opreme, a osobito teško stradala su zrakoplovstva arapskih zemalja. Novonastalom situacijom izraelska se vojska opasno približila trima arapskim prijestolnicama - Kairu na manje od 100 km te Damasku i Amanu na manje od 50 km. Izrael je ratnom pobjedom stekao nadzor nad cijelim biblijskim područjem Izraela ili četiri puta veći teritorij od onog iz 1949. nakon Prvog arapsko-izraelskog rata. Još je milijun palestinskih Arapa došlo pod izraelsku vlast, tako da je pod izraelskom vlašću bilo 1,5 milijuna Arapa. Izrael je anektirao stari dio Jeruzalema, gdje je arapskom stanovništvu ponuđen izbor između izraelskog i jordanskog državljanstva, dok je u Judeji i Samariji (Zapadnoj obali) i Pojasu Gaze uspostavljena vojna vlast.
Za razliku od Jeruzalema, arapskom stanovništvu u Judeji i Samariji (Zapadnoj obali) te Gazi nije ponuđeno izraelsko državljanstvo, a s obzirom na to da ti teritoriji nisu bili anektirani. Izraelska vojna okupacija novoosvojenih područja pod Moshe Dayanom na mjestu ministra obrane pokazala se relativno blagom. Palestinskim je Arapima dopuštena određena razina političkih sloboda i ostavljene su im lokalne institucije vlasti a Izrael nije dirao ni u pravne sustave koji su do okupacije postojali, jordanski na Zapadnoj obali i egipatski u Gazi. Arapsko stanovništvo se pokazalo izvorom jeftine radne snage za izraelsko gospodarstvo pa je počela dnevna migracija Arapa s okupiranih područja u izraelske gradove, koja je potrajala tri desetljeća.
Izrael je objavio namjeru da na novoosvojena područja naseli židovske stanovnike koji su protjerani u ratu 1948. godine. Izraelski političar Yigal Allon bio je tvorac plana podizanja židovskih stambenih naselja na strateški važnim točkama novoosvojenih područja, što je označilo početak novovjekovnog židovskog naseljavanja u drevnu domovinu Judeju i Samariju (Zapadnu obalu) i Pojas Gaze, te istodobno postalo najvažniji razlog nespremnosti Izraela da se tijekom mirovnog procesa devedesetih godina povuče s okupiranih područja. Iako su u Šestodnevnom ratu uvelike smanjene vojne efektive arapskih zemalja i potvrđena izraelska vojna moć, nije dugoročno riješen niti jedan regionalni problem, nego je ovo područje i dalje ostalo žarište, što se potvrdilo već sljedećih mjeseci.
Izraelski gubitci bili su: 679 mrtvih, 2.563 ranjena, 15 zarobljenih, a ukupni arapski gubici iznose 21.000 žrtava. Šestodnevni rat je najveća pobjeda u povijesti Izraela. Zauzeo je površinu pet puta veću od prijašnjeg teritorija. Primirje Šestodnevnog rata potpisano je 11. lipnja 1967.godine. Idući rat izbit će već 1970.

## Poveznice
- Bliskoistočni sukob

## Vanjske poveznice
- Židovska virtualna knjižnica - početak rata
- Židovska virtualna knjižnica - Šestodnevni rat
- Encarta - Šestodnevni rat  Arhivirana inačica izvorne stranice od 28. listopada 2009. (Wayback Machine)
- Pregled kronologije rata
- Palestinefacts.org - Što je vodilo Šestodnevnom ratu?  Arhivirana inačica izvorne stranice od 15. rujna 2008. (Wayback Machine)
- Hrvatski vojnik - Šestodnevni rat  Arhivirana inačica izvorne stranice od 30. travnja 2007. (Wayback Machine)
- Youtube Video - dokumetarac o Šestodnevnom ratu (hebrejski jezik)